# Critics’ Choice Super Award/Beste Schauspielerin in einem Science-Fiction-/Fantasyfilm

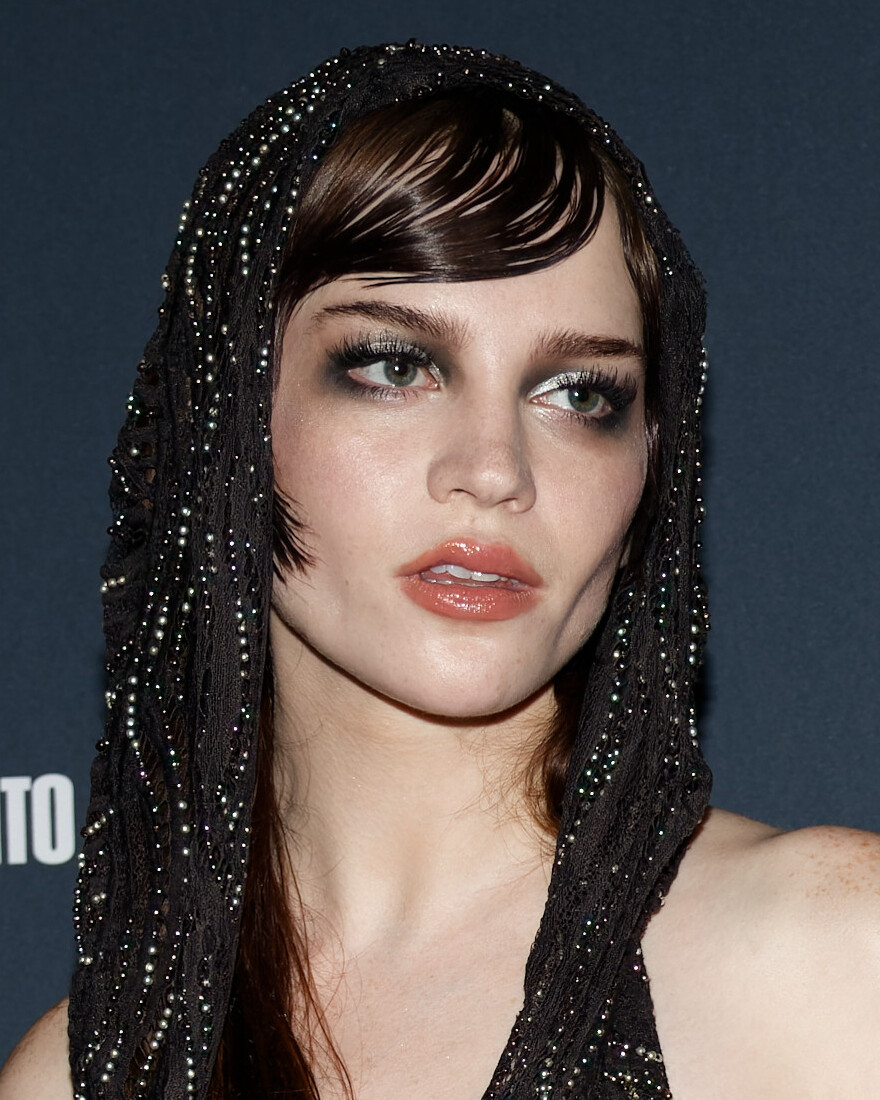
Preisträgerin 2025: Sophie Thatcher (Companion – Die perfekte Begleitung)

Der Critics’ Choice Super Award in der Kategorie Beste Schauspielerin in einem Science-Fiction-/Fantasyfilm (Originalbezeichnung: Best Actress in an Science Fiction/Fantasy Movie) ist eine der Auszeichnungen, die jährlich in den Vereinigten Staaten von der Critics Choice Association (CCA) verliehen werden. Mit ihr werden die Schauspielerinnen der besten Science-Fiction- und Fantasyfilme des vergangenen Jahres geehrt. Die Kategorie wurde 2021 ins Leben gerufen.

## Statistik
Die Kategorie Beste Schauspielerin in einem Science-Fiction-/Fantasyfilm wurde zur ersten Verleihung im Januar 2021 geschaffen. Seitdem wurden an fünf verschiedene Schauspielerinnen eine Gesamtanzahl von fünf Preisen in dieser Kategorie verliehen. Die erste Preisträgerin war Cristin Milioti, die 2021 für ihre Rolle als Sarah Wilder in Max Barbakows Palm Springs ausgezeichnet wurde. Die bisher letzte Preisträgerin war Sophie Thatcher, die 2025 für ihre Rolle als Iris in Drew Hancocks Companion – Die perfekte Begleitung geehrt wurde.
| Statistik                          | Schauspielerin  | Anzahl | Jahre      |
| ---------------------------------- | --------------- | ------ | ---------- |
| Häufigste Nominierungen (* = Sieg) | Alicia Vikander | 2      | 2022, 2025 |
| Häufigste Nominierungen ohne Sieg  | Alicia Vikander | 2      | 2022, 2025 |

## Gewinner und Nominierte
Die unten aufgeführten Filme werden mit ihrem deutschen Verleihtitel (sofern ermittelbar) angegeben, danach folgt in Klammern in kursiver Schrift der fremdsprachige Originaltitel. Die Nennung des Originaltitels entfällt, wenn deutscher und fremdsprachiger Filmtitel identisch sind. Die Gewinner stehen hervorgehoben in fetter Schrift an erster Stelle.
2021
Cristin Milioti – Palm Springs
Ally Ioannides – Synchronic
Katherine Langford – Zerplatzt (Spontaneous)
Sierra McCormick – Die Weite der Nacht (The Vast of Night)
Andrea Riseborough – Possessor
2022
Rebecca Ferguson – Dune
Cate Blanchett – Don’t Look Up
Jodie Comer – Free Guy
Mckenna Grace – Ghostbusters: Legacy (Ghostbusters: Afterlife)
Jennifer Lawrence – Don’t Look Up
Alicia Vikander – The Green Knight
2023
Michelle Yeoh – Everything Everywhere All at Once
Karen Gillan – Dual
Stephanie Hsu – Everything Everywhere All at Once
Amber Midthunder – Prey
Keke Palmer – Nope
Zoë Saldaña – Avatar: The Way of Water
2024
Emma Stone – Poor Things
Olivia Colman – Wonka
Kaitlyn Dever – No One Will Save You
Minami Hamabe – Godzilla Minus One (ゴジラ-1.0, Gojira Mainasu Wan)
Madeleine Yuna Voyles – The Creator
2025
Sophie Thatcher – Companion – Die perfekte Begleitung (Companion)
Naomi Ackie – Mickey 17
Lupita Nyong’o – Der wilde Roboter (The Wild Robot)
Cailee Spaeny – Alien: Romulus
Alicia Vikander – The Assessment
Zendaya – Dune: Part Two